# Lachlan Buchanan
Lachlan Buchanan (* 25. April 1990 in Maleny, Queensland) ist ein australischer Schauspieler.

## Leben und Karriere
Lachlan Buchanan wurde im April 1990 in Maleny im australischen Bundesland Queensland, geboren und wuchs dort auf. Er hat fünf Geschwister, darunter der australische Schauspieler und Tänzer Andrew Buchanan. Er besuchte die Maleny State School und Matthew Flinders Anglican College. Er ist ein leidenschaftlicher Surfer und zog 2010 wegen seiner Schauspielkarriere nach Los Angeles. Er spricht fließend Französisch.
Seine erste Schauspielerfahrung machte Buchanan 2007 in einer Episode von Meine peinlichen Eltern. Es folgten eine kleine Rolle in All My Friends Are Leaving Brisbane sowie seine erste Hauptrolle in Newcastle. In dem Film, der 2008 veröffentlicht wurde, spielt er den Surfer Jesse Hoff. Buchanan absolvierte die meisten Surf-Szenen im Film selber. Im selben Jahr erhielt er eine Nebenrolle in der Daily-Soap Home and Away als Pat Jenkins. Bekanntheit erlangte Buchanan 2008 durch seine Hauptrolle des Charley Prince in der dritten Staffel von Blue Water High.
Aufgrund des Erfolges durch Blue Water High erhielt er auch Aufträge von außerhalb Australiens. So war er 2010 in jeweils zwei Folgen von Hung – Um Längen besser und My Superhero Family. Er ist seitdem vermehrt in US-amerikanischen Fernsehserien vertreten und absolviert dort verschiedene Gastauftritte. 2012 erhielt er eine Hauptrolle in der ersten eigenproduzierten Sitcom des Fernsehsenders CMT Working Class, die jedoch nach einer Staffel wegen schwachen Einschaltquoten abgesetzt wurde. 2014 war er neben Nat Wolff und Selena Gomez als Billy Bender in dem Spielfilm Behaving Badly – Brav sein war gestern zu sehen.

## Filmografie
- 2007: Meine peinlichen Eltern (Mortified, Fernsehserie, Episode 2x11)
- 2007: All My Friends Are Leaving Brisbane
- 2008: Newcastle
- 2008: Home and Away (Daily-Soap)
- 2008: Blue Water High (Fernsehserie, 24 Episoden)
- 2008: Out of the Blue (Fernsehserie, Episoden 1x97)
- 2010: Arcadia Lost
- 2010: Hung – Um Längen besser (Hung, Fernsehserie, 3 Episoden)
- 2010: My Superhero Family (No Ordinary Family, Fernsehserie, 2 Episoden)
- 2011: Working Class (Fernsehserie, 10 Episoden)
- 2012: Jessie (Fernsehserie, Episode 1x09)
- 2012: Pretty Little Liars (Fernsehserie, 2 Episoden)
- 2013: Castle (Fernsehserie, Episode 5x14)
- 2013: Navy CIS: L.A. (Fernsehserie, 2 Episoden)
- 2014: Behaving Badly – Brav sein war gestern (Behaving Badly)
- 2016: Teen Wolf (Fernsehserie, Episode 5x18)
- 2016: Criminal Minds (Fernsehserie, Episode 12x03)
- 2019: Le Mans 66 – Gegen jede Chance (Ford v Ferrari)
- 2020–2021, 2022: Der Denver-Clan (Dynasty, Fernsehserie, 11 Episoden)
- 2020–2024: Seattle Firefighters – Die jungen Helden (Station 19, Fernsehserie)
- 2023: The Rookie: Feds (Fernsehserie, 1 Episode)